# Brzózki, Tỉnh West Pomeranian
Brzózki [ˈbʐuski] (Đức Althagen) là một ngôi làng ở quận hành chính của Gmina Nowe Warpno, trong vòng County Police, Zachodniopomorskie, ở tây bắc Ba Lan, gần với Đức biên giới. Nó nằm khoảng 9 kilômét (6 mi) về phía đông nam của Nowe Warpno, 20 km (12 mi) phía tây bắc của Cảnh sát, và 32 km (20 mi) phía tây bắc của thủ đô khu vực Szczecin.
Trước năm 1945, khu vực này là một phần của Đức. Đối với lịch sử của khu vực, xem Lịch sử của Pomerania.
Ngôi làng có dân số 160.